# Michael Angelo Batio
Michael Angelo Batio (nacido el 12 de Junio de 1956) es un virtuoso guitarrista de ascendencia italiana especializado en heavy metal y además columnista de Chicago, Illinois. En su adolescencia estudió a la Universidad Noreste de Illinois y recibió clases de teoría y composición musical. En 2003, la revista Guitar One lo calificó como el guitarrista más rápido del mundo. Batio comenzó su carrera con la banda Holland con el vocalista Tommy Holland. Su álbum en Atlantic Records, Little Monsters, tuvo poco éxito a mediados de los 80s. Luego se unió a Jim Gillette en su solo álbum, "Proud To Be Loud". Los dos junto con el bajista T.J. Racer y el baterista Bobby Rock formaron la banda de metal Nitro, con la que grabaron 2 álbumes. Al no tener el éxito previsto Batio prefirió seguir su camino como solista y lanzó nuevos álbumes como "No Boundaries" (1995) y "Hands Without Shadows" (2005) de mayor éxito. Fue uno de los maestros de guitarra de Tom Morello y sus técnicas de "tapping" están relacionadas con las de Batio. Desde 2022, es el guitarrista de la banda Manowar.
Batio toca la guitarra desde los diez años y a los doce ya tocaba más rápido que su maestro. En una entrevista de 2020, él menciona que es zurdo de nacimiento y que su instinto le hizo afirmar la guitarra como zurdo la primera vez que agarró una, su problema fue que en esa época no había guitarras para zurdos, por lo que aprendió a tocar la guitarra como diestro, por tanto, él se define como ambidiestro. Inventó la primera guitarra doble (una de diestro y una de zurdo empotradas) al igual que la primera guitarra cuádruple. Sin embargo, la guitarra cuádruple fue robada en una presentación en El Paso, Texas, y solo dos de las cuatro partes requeridas para ser montada han sido recuperadas. También inventó un atenuador de cuerdas que se atornilla al clavijero de la guitarra para presentaciones en vivo, el cual elimina los sonidos producidos por los dedos mientras se toca en estilo legato.
También se le conoce por su estilo de tocar por encima del mástil en vez de por abajo como los guitarristas hacen normalmente.
Batio actualmente escribe "Time To Burn", una columna mensual para la revista Guitar World.

## Biografía

### Primeros años y carrera
Comenzó a tocar el piano y componer música a la edad de cinco años, y la primera guitarra a la edad de diez, según se informa, logró tocar más rápido que su maestro en dos años. A la edad de catorce años comenzó a tocar jazz con la guitarra, y en el plazo de dos años había ganado en Chicago el galardón "All-State Jazz Solo Award". Asistió a la Northeastern Illinois University y obtuvo una licenciatura en Teoría y Composición de Música. Después de graduarse, Batio quería convertirse en guitarrista profesional en su ciudad natal. Cuando solicitó un trabajo en un estudio cercano, se le dio un trozo de música y simplemente se le pidió que tocara. Naturalmente, se las arregló para tocar y añadió algunas de sus propias improvisaciones y arreglos, por lo que el estudio lo eligió guitarrista principal. Como músico profesional.

### Holland, el Grupo Michael Angelo y Nitro (1984-1993)
Batio comenzó su carrera en 1984 cuando se unió en Chicago a la banda de heavy metal Holland, un [epónimo] proyecto creado por el excantante Tommy Holland. Bajo el sello de Atlantic Records, la banda lanzó su álbum debut en 1985 titulado Little Monsters, que tuvo un éxito moderado en los Estados Unidos. La banda se separó poco después, y una recopilación de sesiones material de Little Monsters, Wake up the Neighborhood, fue liberado en 1999 a través de la sello Batio MACE Músic.
Después de la ruptura de Holland, Batio comenzó su propia banda con el cantante Michael Cordet, el bajista Allen y el baterista Paul Hearn Cammarata. La Banda no liberó todos los álbumes, aunque tres de sus canciones aparecieron en la recopilación 1998 Nitro Gunnin'for glory.
En 1987 se unió a Batio el artista de Heavy Metal Jim Gillette en su álbum en solitario "Proud To Be Loud", antes de fundar la banda con el bajista TJ Nitro Racer y el baterista Bobby Rock. Nitro en 1989 lanzaron su primer álbum de estudio, OFR, de la que lanzaron dos singles, "Freight Train" y "Long Way From Home". El video musical para "Freight Train", que recibió mucha radio en MTV, se caracterizó por Batio jugando con su ya famosa 'Guitarra Quad', una idea que la revista FHM votado uno de los "50 más sorprendentes momentos en la historia del Rock".
En 1992, Comet y Racer ha sido sustituido por Johnny Thunder y Ralph Carter, respectivamente, y fue en este año que lanzó su segundo álbum de estudio titulado Nitro II: HWDWS. Fue incluido en el álbum un cover de Ted Nugent, "Cat Scratch Fever", para el cual la banda también grabó un vídeo musical. Nitro se disolvió poco después.

### Carrera en Solitario (1993-presente)
En abril de 1993, Batio fundó su propio sello discográfico, MACE Music, que se convirtió en una de los primeros sellos en línea en 1996. [8] El usó este sello discográfico cuando comenzó la grabación de su primer álbum, No Boundaries, que lanzó en 1995. Su segundo disco de estudio, Planet Gemini, fue públicado en 1997. En él demostró una muy progresiva y experimental forma de ejecución en guitarra. En 1999, publicó su primer vídeo, Jam With Angelo (Toca con Ángelo), que vino con su tercer álbum de estudio como un compañero de CD: Tradición. Esta fue seguida rápidamente por un cuarto álbum de larga duración en 2000, Lucid Intervals and Moments of Clarity, que le dio crédito a "Mike Ross y Rob Batio", siendo este último el baterista.
En 2001, Batio publicó un CD con su banda "C4", que abarca canciones de sus años con Holland como también la original "Call To Arms". Era su 1.er CD con vocalista en todas las canciones desde la grabación con Nitro.
En 2003, Batio lanzó su primer DVD, perteneciente a su serie Speed Kills, seguido por el segundo, la Speed Lives, en 2004. También fue en este año que Batio publicó un álbum, Lucid Intervals and Moments of Clarity Part 2, que incluía canciones de Tradition and Lucid Intervals.
Dos DVD se preveían para el 2008, una entrega que se centra en un estilo neo-clásico en cuanto a las técnicas y conceptos, y otro que contenía a Batio en vivo en el Valle de Simi Centro Cultural de Artes el 9 de julio. Uno de estos DVD se habría titulado Energy Neoclassic aproach, de acuerdo con el volante para el mencionado concierto.

### Aparición en el Cine
En 1991, la guitarra de Batio apareció en la película de terror de bajo presupuesto "Shock 'Em Dead", las pistas de grabación para la banda sonora, así como las partes del personaje principal en que toca guitarra Ángel Martín (poseído por un poder demoniaco) en los acercamientos [10].

### Estilo
Batio es capaz de tocar dos guitarras al mismo tiempo tocando armonías por separado en cada mano, como se muestra cuando toca su famosa doble guitarra Dean. Aunque zurdo de nacimiento, toca la guitarra como diestro. Batio inventó la técnica "Over-Under" [cita necesaria], que implica invertir la posición de la mano izquierda al tocar, tocando desde arriba y no desde abajo, como si fuera un piano.
Batio enseñó al guitarrista Tom Morello (de Rage Against The Machine y Audioslave) mientras estaba en la universidad. Morello MAB ha abonado con la enseñanza de él en un artículo en la revista Guitar World en 2005. Michael también dio lecciones al guitarrista Mark Tremonti después de que Creed se separó, ya que Tremonti quería aprender más técnicas. Batio también es ampliamente conocido por su poco habitual técnica de púa: El barrido, usando el pulgar y el dedo índice, con sus otros tres dedos plantados en la parte inferior de todas las seis cuerdas en el cuerpo de la guitarra.

### Equipamiento

#### Guitarras
Batio posee una amplia colección de guitarras, que ha recogido desde la década de 1980. Incluye una Dave Bunker "Touch guitar" (doble cuello con bajo y guitarra a la vez, parecida al Chapman Stick), una 1968 Fender Mustang, una Fender Stratocaster 1986, y varias otras guitarras de diseño personalizado. Entre sus guitarras por encargo está una guitarra de 29 trastes hecha de aluminio de grado militar, lo que hace la guitarra muy ligera. Dijo en una videoentrevista a la revista Guitar World Magazine (con su estudio de grabación en 2008) que tiene "alrededor de 67 guitarras", y añadió con humor que desearía 67 más. Para presentaciones en vivo Batio usa una exclusiva de la marca Dean Guitars, tanto eléctrica y acústica. En 2007, diseñó y desarrolló una firma con Dean Guitars, conocida como el MAB1 Armorflame [13]. Otra pieza desarrollada por el equipo de Batio es el "Manos MAB Sin sombras" de colección, que utiliza en su gira cuando toca la guitarra doble. La colección está especialmente diseñada para triturar la guitarra, y proporciona el tono limpio al que está acostumbrado Batio. El Armorflame, usa EMG 81, 85 y SA de doble bobina (humbucker).
Anteriormente en su carrera cuando fue aprobado por Dean Guitars también abrazaron la tradición de la popularización de DiMarzio. Estos incluyen el PAF DiMarzio, Super Distortion (a veces utilizando el Super Distortion tanto en el cuello y la posición de puente, como lo hizo en su placa de circuito Gibson Charvel doble guitarra. Este fue el principal de configuración durante la grabación de No Boundaries). Batio también ha utilizado otras marcas de pastillas Seymour Duncan incluido, a saber, la PEARLY Gates y JB modelos y también pastillas Bill Lawrence. Actualmente distintos EMGs usando su firma en la guitarra también tiene una colección de la otra marca en su Decano doble bobina (humbucker) de edición limitada de colección de modelos, como DiMarzio Super personalizado distorsiones (sobre la base de la Super Super 2 y distorsión) en su cápsula del tiempo Decano EE.UU. ML ráfaga azul y el par de Seymour Duncan utilizó (consulte más arriba) en su edición EE.UU. Dean Hardtail Colectores [14].
La guitarra doble
Batio fue el inventor de la guitarra doble, una forma de V, la guitarra de doble cuello que se puede tocar por la derecha y la izquierda. La primera versión de este instrumento consistía realmente en dos guitarras simplemente tocadas juntos, en lugar de ser una entidad. La Flying V fue atado a un tambor de trampa en una posición de mano izquierda, mientras que otro fue atado alrededor de su hombro. La próxima versión de la guitarra, tal como está establecido por Batio y guitarra Kenny breit técnico, presentó un caso de vuelo pestillo adjunta a la parte de atrás de cada uno de guitarra, que al parecer podría ser montados en cinco segundos. En octubre de 2003, Decano diseñado y construido el "Mach 7 Jet", y el 6 de marzo de 2007, la versión más reciente se entregó a Batio. El original fue doble en la exhibición en el Wall Of Fame del Hard Rock Cafe de Chicago antes de que fuera trasladado a un Comité de Derechos Humanos en Egipto. Su paradero se desconoce en la actualidad.
Cuando la doble guitarra fue utilizada por primera vez en concierto, Batio observó que las guitarras creado un montón de comentarios, cuando jugaron juntos. Decidió que necesitaba para inventar una manera de "amortiguar" las cuerdas de guitarras cuando se desempeñó al mismo tiempo, por lo tanto, la invención de la "Cadena de amortiguador del MAB", que está ahora disponible para comprar en MACE Música [15].
El doble de guitarra fue recientemente nombrado como el 8 de "la guitarra en el rock más fresco" por la revista de música en línea Gigwise [16].
El Quad Guitarra
Así como la doble guitarra, Michael Ángelo también inventó y diseñó la cuádruple guitarra. [17] La guitarra fue construida en colaboración con Gibson, y construida por Wayne Charvel en California. La parte superior tiene dos guitarras de siete cuerdas, mientras que los dos tienen el fondo regular de seis. La primera de cuatro, tal como se utiliza en el vídeo para Nitro del "tren de carga", fue robada en El Paso, Texas después de la segunda muestra de la OFR Nitro gira. Batio cuando estaba realizando en noviembre de 2004, un joven entusiasta llamado Simon Jones y su padre se presentó con una guitarra que se celebró dentro de las dos guitarras de la parte superior de cuatro, como se encuentra por Mick Seymour. Dean diseño y construyo una nueva guitarra de cuatro en 2007.
La guitarra cuádruple fue recientemente nombrada como la 2 º "en la guitarra de rock más cool" de la revista de música en línea Gigwise [18].
Efectos
Los efectos pedales son realizados exclusivamente por T-Rex, con quien también ha desarrollado un modelo de la firma, el "MAB Overdrive". [19] En sus años con Nitro, Batio a utilizado Boss SuperDrive (DS-1, SD-1) pedales.
En el estudio, Michael también utiliza los siguientes pedales de efectos:
- Dunlop Cry Baby
- Vintage Digitech 256 multifx
- EVENTIDE Eclipse
- Preamplificador Rocktron Chameleon
- Rocktron Voodoo preamplificador de válvulas
- Rocktron Intellifex
- Rocktron Replifex

Amplificación
Batio generalmente utiliza amplificadores Marshall JCM 2000 y en gira de estudio para los nuevos registros. En el estudio, también utiliza el Marshall JMP-1 preamplificador y Rocktron Chameleon y Voodoo preamplificadores de válvulas. Durante sus años con Nitro, Batio utiliza amplificadores Randall. Ha sido un ávido usuario Marshall a lo largo de su carrera y ha utilizado JCM 800 (la mayoría de José Arrendondo modificado circuito, muy temprano en su carrera) y JCM 900 (sobre todo cuando la grabación no las fronteras). Batio del gabinete de configuración consta de 4x12 Marshall gabinetes cargados con Celestion 30's y Greenbacks en mono y estéreo.

### Otros equipos
Cuerdas
Batio utiliza cuerdas guitarra Ernie Ball de grosores .009 a.042 para los modelos de guitarra para ritmos y solos, mientras que usa calibres más gruesos (normalmente de .010 a .046 o de .011 a .052) para guitarras detuned (afinadas en un tono más grave de lo habitual que es en Mi).

## Discografía

### Discografía como solista
- No Boundaries (1995)
- Holiday Strings (1996)
- Planet Gemini (1997)
- Tradition (1998)
- Lucid Intervals and Moments of Clarity (2000)
- Lucid Intervals and Moments of Clarity Part.2 (2004)
- Hands Without Shadows (2005)
- Hands Without Shadows II - Voices (2009)
- Intermezzo (2013)
- Shred Force 1 (2015)
- Soul in Sight (2016)

### Discografía con Nitro
- O.F.R. (Out Fucking Rageous) (1989)
- H.W.D.W.S. (Hot, Wet 'N Drippin' With Sweat) (1991)
- Gunnin' For Glory (1998)

### Discografía con Holland
- Little Monsters (1985)
- Wake Up The Neighbourhood (1999)

### Discografía con Jim Gillette
- Proud To Be Loud (1987)

### Discografía con C4
- Call To Arms (2001)